# 王孫線
王孫線（おうそんせん、中国語: 王孙铁路）は中華人民共和国の中国国鉄の鉄道路線。 黒竜江省ハルビン市王崗駅と孫家駅を連絡している全長12kmの路線である。
| スタブアイコン | サブスタブ | この項目は、まだ閲覧者の調べものの参照としては役立たない、鉄道に関連した書きかけの項目です。この項目を加筆・訂正などしてくださる協力者を求めています（P:鉄道/PJ:鉄道）。 |